# フリスタ! -Street Basketball-
フリスタ!プラス -Street Basketball-とは、JC Globalが運営しているオンラインのバスケットボールゲーム。一部有料。主な略称は「フリスタ」「FS」。ハンゲームが運営していたFreestyleはこのゲームの前身。

## 概要

### ルール
1on1から3on3のバスケットボールがプレイ出来る。それぞれの試合時間は1on1は3分、2on2なら4分、3on3なら5分となっている。ルールにファウルは特になく、気軽にバスケットボール未経験の人でも楽しめる設定になっている。

### Freestyleからの変更点
- キー設定が可能。前作のW,A,S,Dではやりづらかった人も自ら設定することが出来る。
- スルーパスやバックロールドリブル2等の主要SP限定スキルがBPでも買えるようになり、ウェブマネーの購入に躊躇いがある人や資金の乏しい小中学生への対処と見られる。
- エピソードモードやミッションモード等、1人プレイが可能。
- 練習モード専用の部屋(フリスタ広場)が設立され、練習が1人だけでなく複数人でも可能になる。この部屋が出来たことによりブロックショットの練習や固定メンバーの場合連携練習などが可能になった。
- クラブチームの実装

### スキル
「バスケットポイント(BP)」と「スポーツポイント(SP)」という2つのポイントがあり、BPはゲームをすることにより、SPは課金を受ける事によって手に入れることが出来る。それぞれのポイントでしか手に入れることが出来ないアイテムもある。初期に必須なスキルは、共通して「スルーパス」。あると便利なものは、ガードの場合「ダイビングキャッチ」、センターは「ボックスアウト」、Fは「ダブルクラッチ」があると便利である。

### アイテム
上記のポイントで購入できる。主に服や髪型等だが、アクセサリーなどのルックス向上用のアイテムやそれぞれ能力が上がる服等もある。

### ポジション
ポジションの詳しい説明についてはバスケットボールへ
現実と多少違うものは、パスをあまり出さず自らシュートへ行く量が多いセンターや、シュートを沢山打つガードは多少嫌われる傾向にある。たくさんのポジションをこなす人は多いが、試合でのユーティリティ・プレイヤーの存在は極めて少なく、そのような存在は同じチームの仲間のプレイの阻害になる恐れがあるので、どちらかというと各ポジションの動きを厳密に行ったほうが「上手いプレイヤー」という部類に入る。

## マナー

### 開幕3P
「開幕」とも言う。笛が鳴った直後にスリーポイントシュートを打つこと。または笛が鳴った直後にブロックショットが出来ない位置まで移動し、スリーポイントシュートを打つこと。そのシュートはブロックショットに行くのがほぼ不可能な上、レベルが高いガード等の場合入る恐れがあるが、防ぎようが無い。それに入っても戦績的に得をするのは打った本人だけであり、敵だけでなく味方からも疎外される恐れが極めて高い。（試合終了間際など、すぐにシュートを打たないと時間切れになる場合は一般的に許される。）

### 肉
基本的にはフェイスアップを使用せず、対戦相手のプレイヤーに対する進路妨害を行う行為を指す｡ただ、カット回収後、立ち上がった瞬間へのスクリーンも「肉」という人もおり、詳細な定義は人による。また、肉壁、肉リーンと呼ばれ派生系として、肉撃ち(肉リーンを使用してのシュート)等と呼称される場合もある。

### タックル
ボールを持ったプレイヤーにマークを行かせないため、細かく動いて相手の動きを止める、もしくは倒す等、相手のマークマンの邪魔をする行為。これをされると相手のマークに行くのが非常に遅れる、もしくは行けない場合があり、非常に嫌がられる。また、ボールを持っている味方があまり気付かないこともあるため、厄介である。故意ではなく相手を短時間止めてしまう場合もあるが、それは相手プレイヤーが理解してくれる場合が多い。

### 食い込み
相手リバウンダーの前でジャンプ等をすることにより相手リバウンダーにめり込み、ゴール下の位置が簡単に取れてしまう行為。これをすると、実力は関係無くゴール下のリバウンド争いなどで、相手リバウンダーが圧倒的に不利になる。それに、位置取り争いの技術が関係無くなってしまうため、有利不利が生まれてしまい、実力以外の勝負になってしまう恐れが極めて高い。

## マナー違反対策
- 上記の行為を行ってしまった場合、味方を含む周囲の方々に一言お詫びをする。
- 万が一上記のような違反プレイヤーがいたら、本人が気付いていない場合もあるので、本人にその事実を伝えるとともに注意を促す。
- 自覚してマナー違反をしている場合、周囲のプレイヤーが違反者を疎外するようなプレーをし、居場所を失くす、居心地を悪くする。

等が対策として挙げられるが、違反行為を完全に防止する対策というのは現時点では存在しないので、違反者自身がやめようとしない限り、防ぐのは難しい。